# Riksorivier
Riksorivier (Zweeds: Riksojåkka; Samisch: Riksujohka; Noors: Riksoelva) is een rivier die onder meer stroomt in de Zweedse  gemeente Kiruna. De rivier verzorgt de afwatering van het berggebied van Noorwegen. De rivier stroomt naar het zuiden, passeert de grens met Zweden en stroomt dan de Snuririvier in.
De coördinaten zijn grofweg de grensovergang.
Afwatering: Riksorivier → Snuririvier → Torneträsk → Torne → Botnische Golf